# حميد نظامي
حميد نظامي (بالبنجابية، (بالأردوية: حمید نظامی)‏، (3 أكتوبر 1915 – 22 فبراير 1962) صحفي بارز وشخصية أدبية، وناشط في حركة باكستان، ومؤسس ورئيس تحرير للصحيفة الأردية نوى الوقت (صوت الوقت).
كتب العديد من المقالات السياسية وأعمدة الرأي دعما لحركة باكستان، ولعب دورا حاسما في التأثير المتزايد للصحافة المطبوعة في باكستان.